# Campeonato Europeu de Patinação Artística no Gelo de 1893
O Campeonato Europeu de Patinação Artística no Gelo de 1893 foi a terceira edição do Campeonato Europeu de Patinação Artística no Gelo, um evento anual de patinação artística no gelo organizado pela União Internacional de Patinação (em inglês:  International Skating Union) onde os patinadores artísticos competem pelo título de campeão europeu. A competição foi disputada entre os dias 21 de janeiro e 22 de janeiro, na cidade de Hamburgo, Alemanha.

## Eventos
- Individual masculino

## Medalhistas
| Evento                        | Ouro                           | Prata                      | Bronze                      |
| Individual masculino detalhes | Eduard Engelmann Jr. · Áustria | Henning Grenander · Suécia | Georg Zachariades · Áustria |

## Resultados

### Individual masculino
| Pos.              | Nome                 | Nacionalidade |
| ----------------- | -------------------- | ------------- |
| Medalha de ouro   | Eduard Engelmann Jr. | Áustria       |
| Medalha de prata  | Henning Grenander    | Suécia        |
| Medalha de bronze | Georg Zachariades    | Áustria       |
| 4                 | Tibor von Földváry   | Hungria       |
| 5                 | Carl Sage            | Áustria       |
| 6                 | Franz Zilly          | Alemanha      |
| 7                 | Fritz Hellmund       | Alemanha      |
| 8                 | Johan Lefstad        | Noruega       |

## Quadro de medalhas
| Ordem | País    | Medalha de ouro | Medalha de prata | Medalha de bronze |   | Ordem por total |
| ----- | ------- | --------------- | ---------------- | ----------------- | - | --------------- |
| 1     | Áustria | 1               |                  | 1                 | 2 | 1               |
| 2     | Suécia  |                 | 1                |                   | 1 | 2               |
| TOTAL | TOTAL   | 1               | 1                | 1                 | 3 | —               |